# Harlan, Iowa
Harlan är en stad (city) i Shelby County, i delstaten Iowa, USA. Enligt United States Census Bureau har staden en folkmängd på 5 053 invånare (2011) och en landarea på 11,4 km². Harlan är huvudort i Shelby County.